# Аудеватер
Аудеватер (нід. Oudewater) — місто і громада в провінції Утрехт, Нідерланди. Станом на 1 січня 2020 року кількість населення громади становила 10 226 особи.

## Історія
Аудеватер був заснований близько 1100 року в вигині меандра, де Ланге Ліншотен зливається з Голландським Ейселом. Походження назви Аудеватер невідомо.
Аудеватер був стратегічно розташований у прикордонній частині Голландського графства та Утрехтського єпископства. Місто отримало міські права від 38-го єпископа Утрехта — Хендріка ван Віанден — близько 1265 року. Це зробило місто важливою прикордонною фортецею. Аудеватер спочатку належав до єпископства Утрехта. У 1280 році єпископство передало місто графству Голландія. Аудеватер був обложений в 1401 році під час Аркельських воєн. Аудеватер знову став частиною Утрехта після майже 700 років, коли в 1970 році були переглянуті кордони провінції.

## Населені пункти муніципалітету
Місто
- Аудеватер

Села
- Гекендорп
- Папекоп

Селища
- Гункоп
- Ланге-Лінсхотен
- Рейгевейде
- Снелревард